# 二条恒子
二条 恒子（にじょう ひさこ）は、江戸時代末期の皇族、公家。明治時代から大正時代の華族。二条斉敬の正室。旧名は恒子女王。

## 経歴
- 文政9年（1826年）、父・伏見宮邦家親王、母・女房上野寿野の子として生まれる。すぐに父の正室鷹司景子の養女となるが、景子の父関白鷹司政煕に気遣い、彼に預けられる。幼称は岡宮。
- 文政13年（1830年）まで祖父・伏見宮貞敬親王と祖母・一条輝子に養育される。
- 天保2年（1831年）に二条斉敬に嫁ぐ。
- 安政6年（1859年）、従四位下に叙された。
- 文久2年（1862年）、従三位に叙された。
- 文久4年（1864年）、従二位に叙された。
- 慶応3年（1867年）、夫・斉敬が左大臣を辞め、摂政となる。
- 大正5年（1916年）、死去。享年91。号は清閑院。

また、側室との間に生まれた二条正麿、慶光院利敬、四条隆英などを可愛がったという。

## 一族
- 祖父：伏見宮貞敬親王
- 祖母：一条輝子
- 父：伏見宮邦家親王
- 母：上野寿野
- 養母：鷹司景子
- 夫：二条斉敬